# Toddy

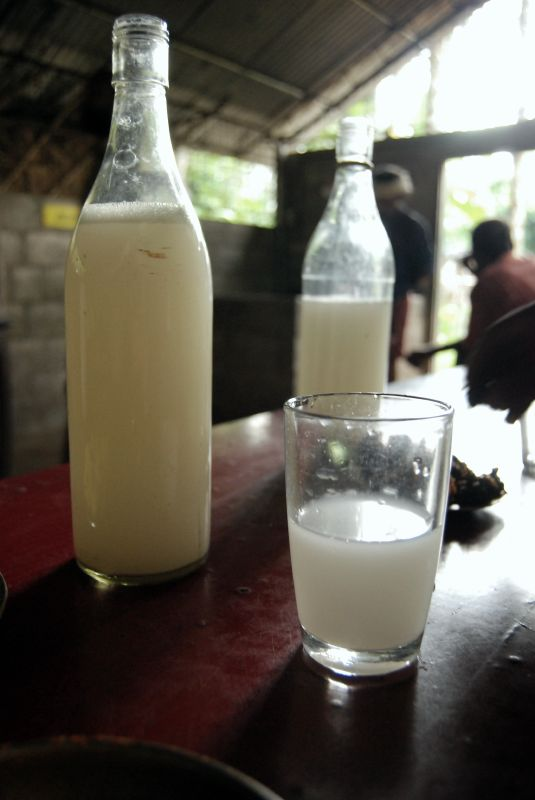
Toddy

Toddy ist eine englische Bezeichnung für unterschiedliche Getränke. In der Grundbedeutung ist damit Palmwein gemeint. Die Bezeichnung wurde von Briten während der Kolonialzeit in Indien erfunden, als Abwandlung eines Begriffs in Hindi. Auch in Ceylon (heute Sri Lanka) wird Toddy als Begriff für den frischen Palmwein verwandt, der in den lokalen Toddy Taverns ausgeschenkt wird.

## Cocktailgruppe
In Amerika wurde der Name dann in den Südstaaten auch für Cocktails verwendet, die Rum, Zucker und Muskatnuss enthielten und heiß zubereitet, aber kalt getrunken wurden. Eine andere Bezeichnung für diese Getränke war Bombo.

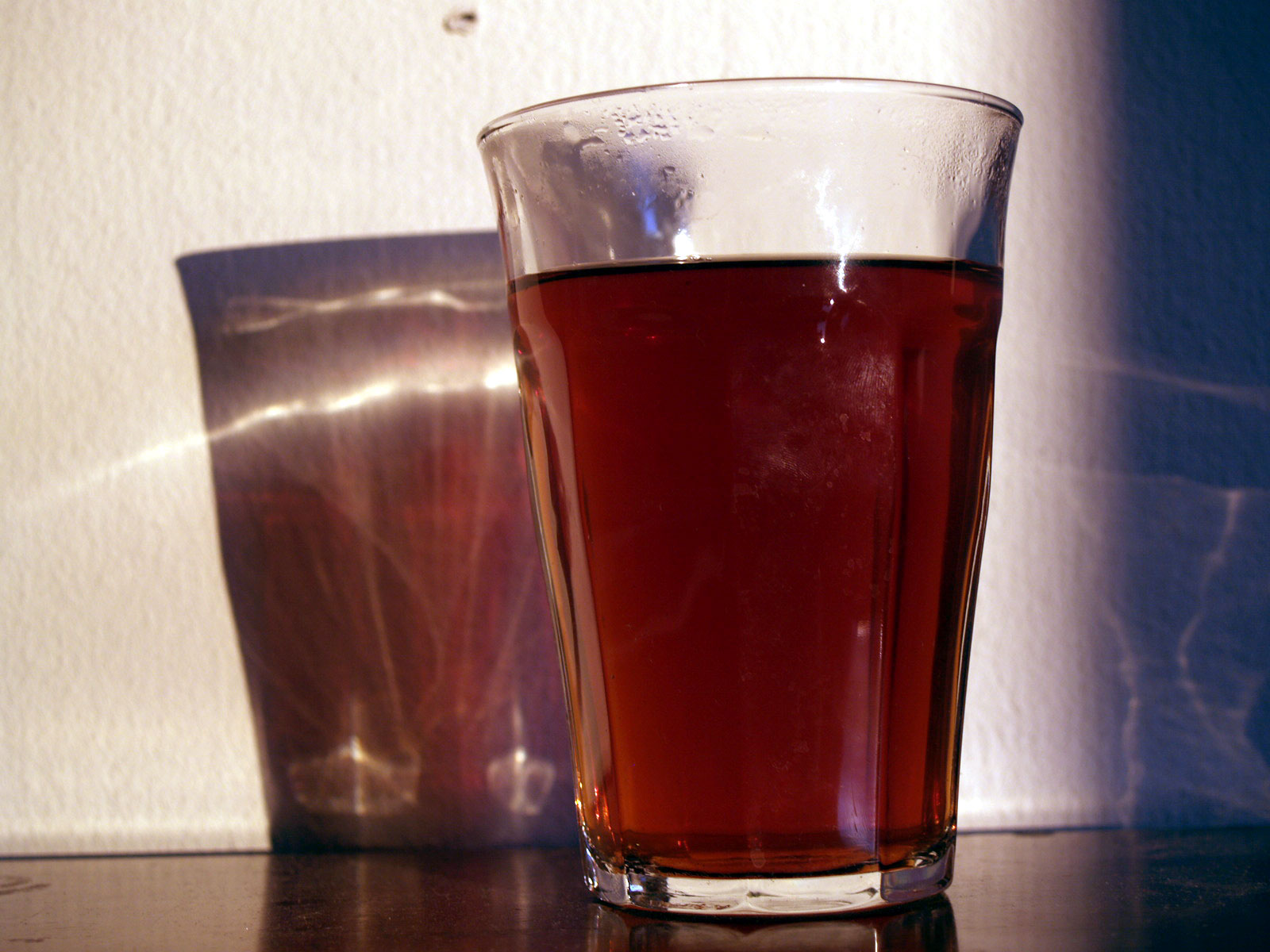
Hot Toddy mit Rum

## Hot Toddy
Als Hot Toddy wird ein dem Grog ähnliches Getränk aus hochprozentigem Alkohol, Zucker und Wasser bezeichnet, das unter anderem im Vereinigten Königreich, in Australien, in den Vereinigten Staaten, in Finnland und in Schweden getrunken wird. Sein Ursprung hat mit dem kalten Getränk gleichen Namens nichts zu tun. Das Grundrezept ist bereits für das 18. Jahrhundert in Schottland belegt, als Whisky, heißes Wasser, Zucker und Zitrone gemischt und mit Gewürzen versetzt wurde, oft mit Muskatnuss, Zimt und Nelken. Es war ein Getränk für den Winter. Der Name des Hot Toddy soll auf die Wasserquelle Tod’s well in Edinburgh zurückgehen. In New England wurde der Whiskey häufig durch Rum oder Brandy ersetzt.